# یواس‌اس ال‌اس‌تی-۹۵۳
یواس‌اس ال‌اس‌تی-۹۵۳ (به انگلیسی: USS LST-953) یک کشتی بود که طول آن ۳۲۸ فوت (۱۰۰ متر) بود. این کشتی در سال ۱۹۴۴ ساخته شد.